# Meißner (commune)
Meißner est une municipalité allemande située dans le land de la Hesse et l'arrondissement de Werra-Meissner.

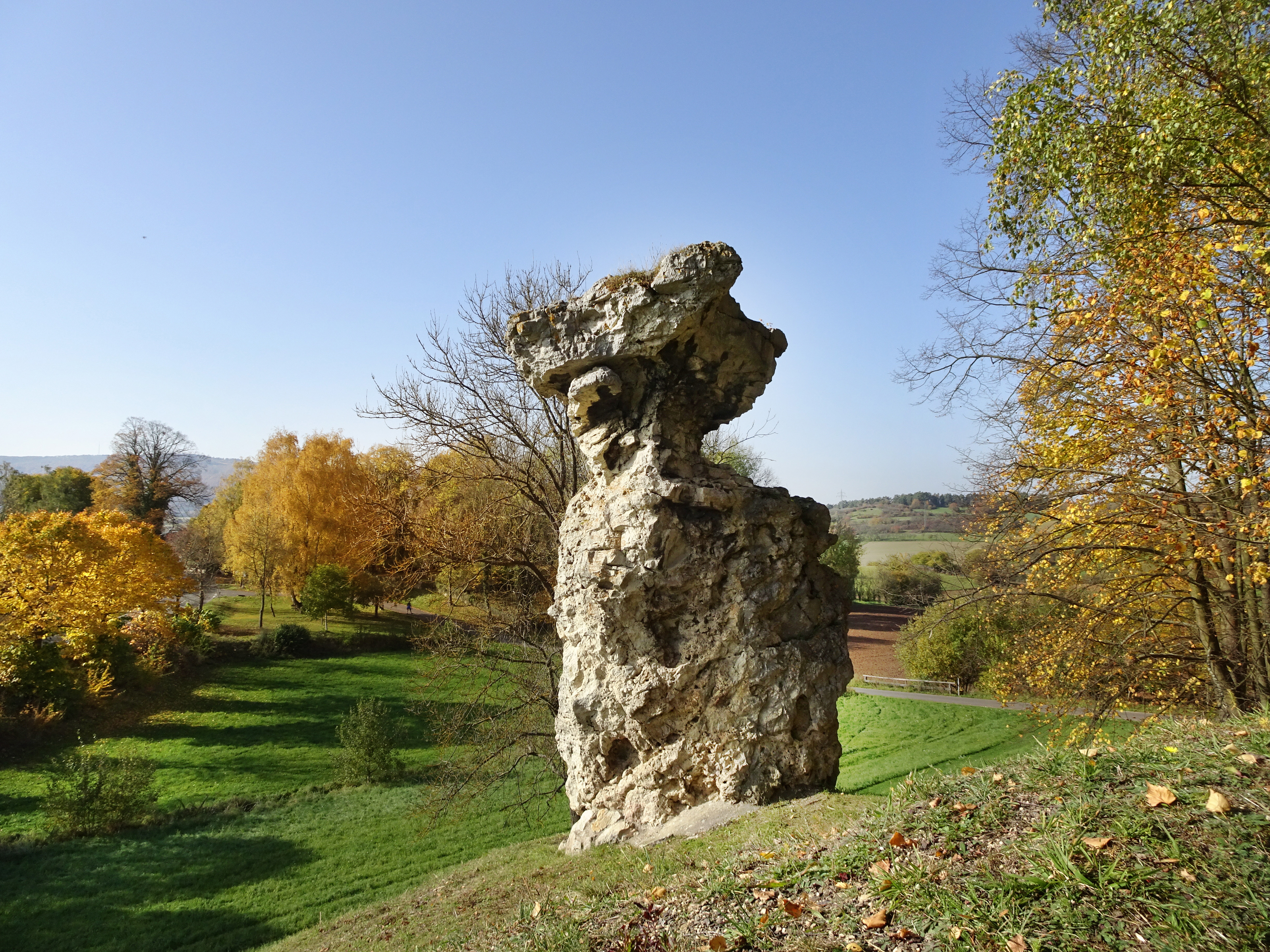
Roc à Meißner. Peut-être un lieu de culte pré-chrétien, pour célébrer le début du printemps. Octobre 2017.

## Localités
- Abterode, où se trouvait de 1077 à 1544 le prieuré d'Abbetesrode.